# Pronophilina
Pronophilina es una subtribu neotropical de mariposas Satíridas. Ellas forman un grupo rico en especies con mayor diversidad en las montañas tropicales y subtropicales del continente americano, especialmente en los Andes. Antes de 1970 se había estudiado muy poco, pero el interés reciente ha resultado en altas tasas de descripción de nuevas especies procedentes de sistemas montañosos previamente poco explorados. Sin embargo, aún persisten vacíos de información sobre su biología y ecología.
Su relación con otros grupos de satíridos y sus complejos patrones de diversidad en gradientes altitudinales y entre sistemas montañosos ha inspirado diversas discusiones biogeográficas.

## Sistemática y Taxonomía
Tradicionalmente el nombre Pronophilini (o Pronophilidi) fue usado para describir una tribu de satíridos neotropicales, pero la clasificación actualmente aceptada los ubica como una subtribu dentro de la tribu Satyrini. El número de especies incluidos en Pronophilina es objeto de debate entre diferentes visiones sobre su sistemática, pues algunos géneros fueron transferidos formalmente a las subtribus Erebiina e Hypocystina (actualmente parte de Coenonymphina),
pero algunos autores rechazan esta postura.
El análisis morfológigo indica que existe un grupo bien definido de  Pronophilina sensu stricto, y uno o dos grupos adicionales (Erebiina e Hypocistina neotropicales según su designación original), pero el análisis molecular sugiere que son clados hermanos y forman un grupo monofilético.

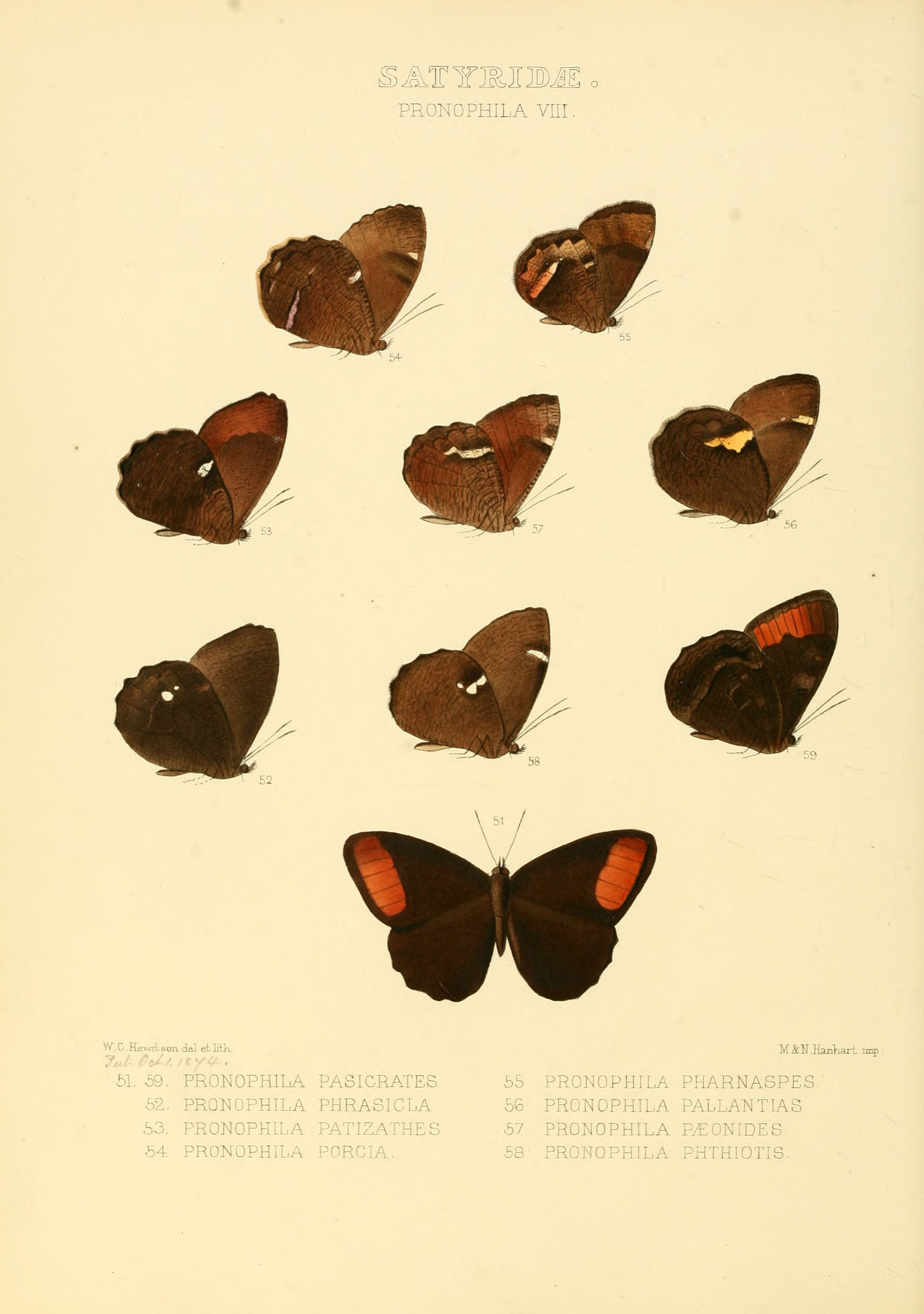
Illustrations of new species of exotic butterflies Pronophila VIII

Para la fecha en la que Reuter propone a Pronophilidi como una tribu formal, se conocían unas 230 especies descritas. Para el año 1907 el número aumentó a 300 especies y en 1970 eran 370 especies, descritas primordialmente a partir de ejemplares depositados en museos y colecciones, o por algunas expediciones de entomólogos europeos, y examinados por (en orden cronológico) William Chapman Hewitson, Cajetan Freiherr von Felder Rudolf Felder, Arthur Gardiner Butler, Otto Staudinger, Theodor Otto Thieme y Gustav Weymer. Adams y Bernard iniciaron exploraciones más intensivas en localidades seleccionadas de los Andes entre los años 1970s y 1980s que resultaron en muchos nuevas descripciones de taxones y una mejor comprensión de los patrones de distribución y ecología de este grupo de mariposas, y que impulsó un creciente interés a partir de los años 1990s. Más de 100 especies han sido descritas desde 1970, principalmente debido a las contribuciones de Ángel L. Viloria, T.W. Pyrcz y Gerardo Lamas, y se estima que el número de taxones conocidos (incluyendo especies y subespecies por describir) se ha duplicado en este período.

## Géneros

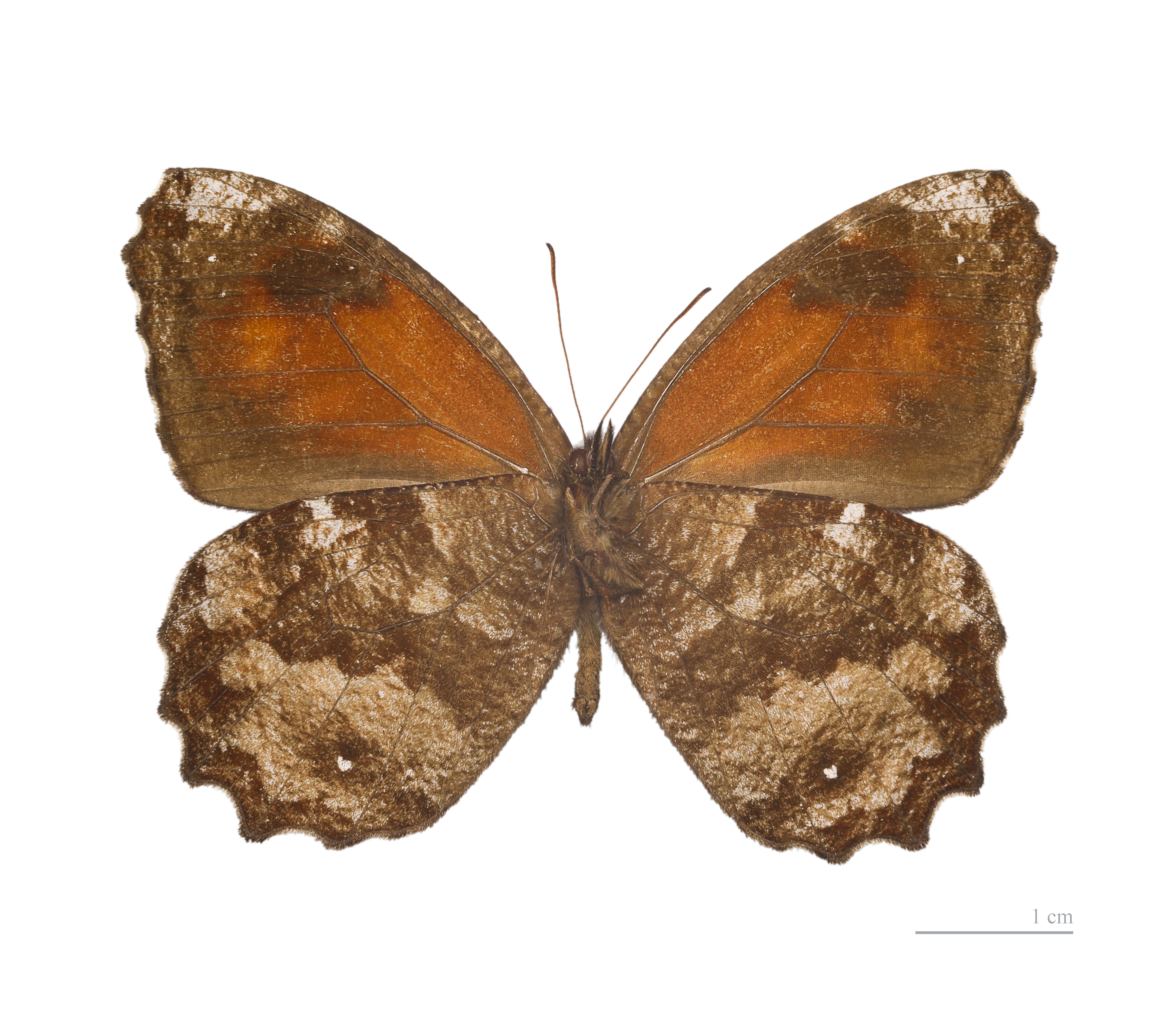
Pedaliodes hewitsoni

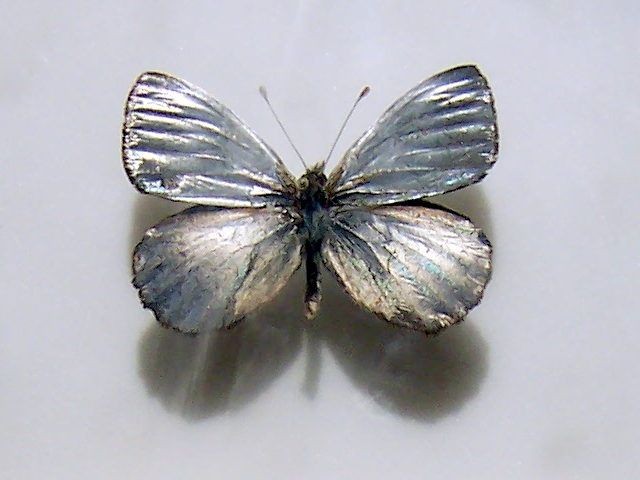
Argyrophorus argenteus is distributed in Argentina and Chile

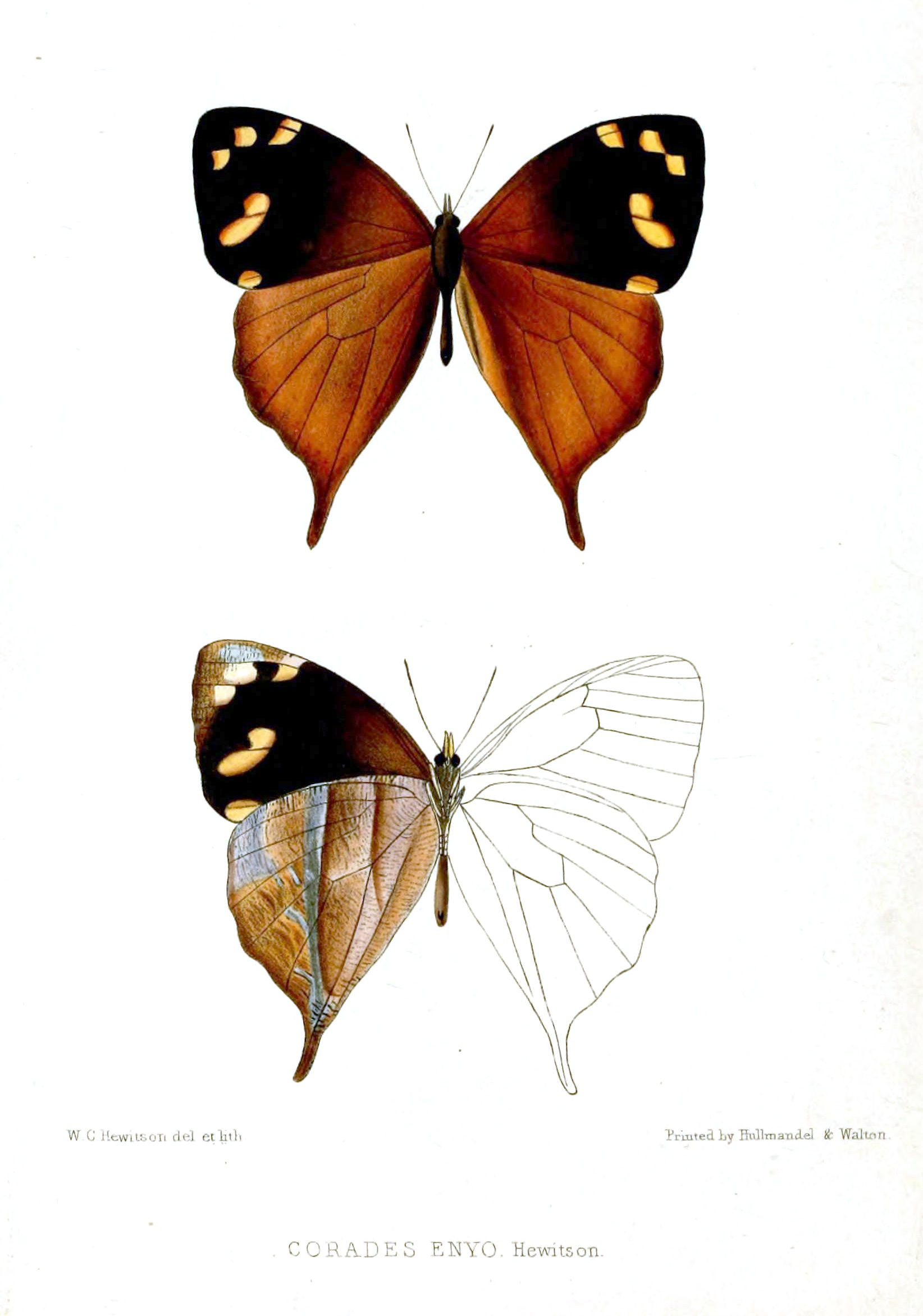
Corades enyo

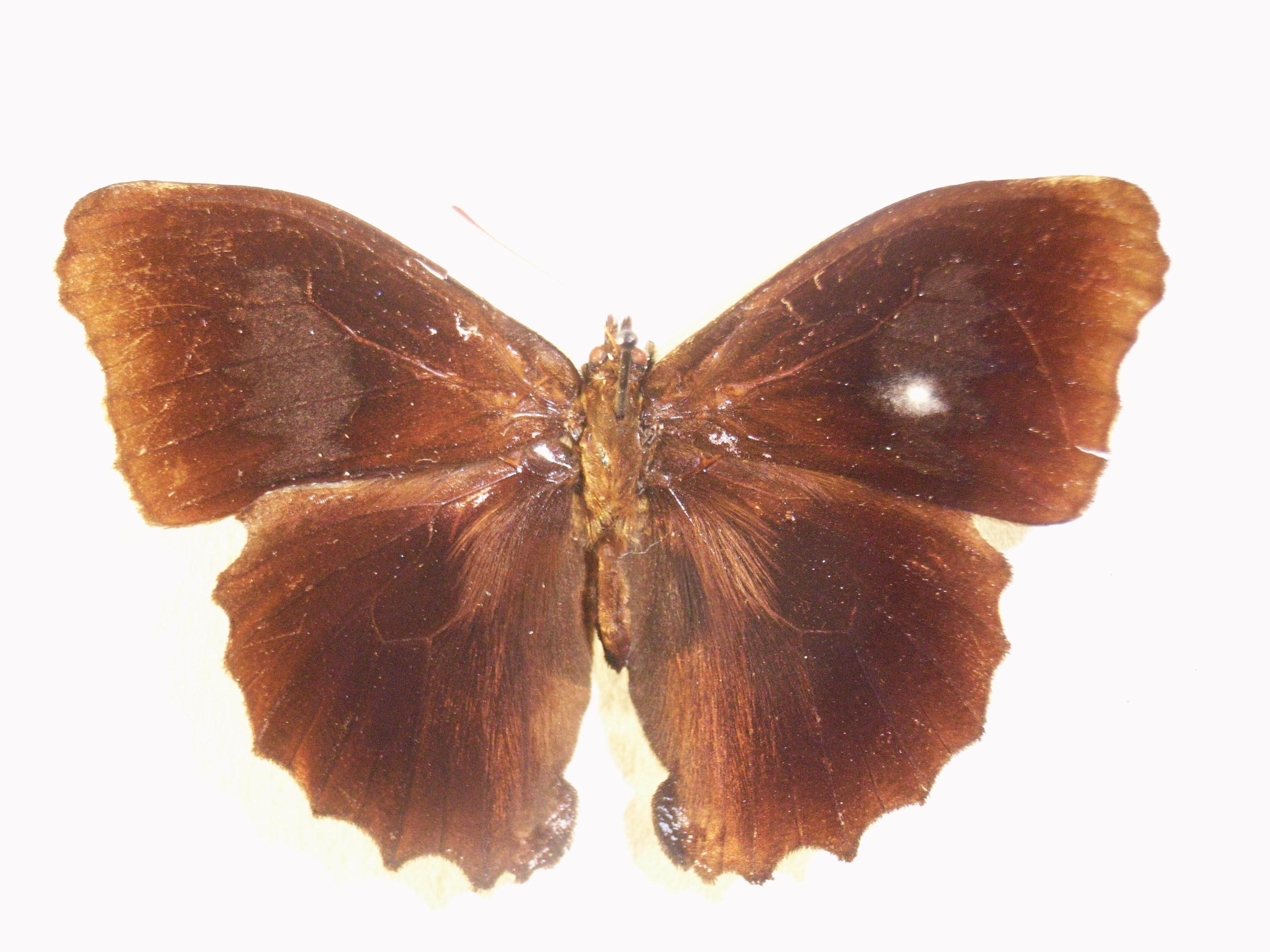
Steroma superba

### Pronophilinasensu stricto[4]
- Altopedaliodes Forster, 1964
- Antopedaliodes Forster, 1964
- Apexacuta Pyrcz, 2004
- Arhuaco Adams & Bernard, 1977
- Calisto Hübner, 1823
- Cheimas Thieme, 1907
- Corades Doubleday, [1849]
- Corderopedaliodes Forster, 1964
- Daedalma Hewitson, 1858
- Dangond Adams & Bernard, 1979
- Dioriste Thieme, 1907
- Drucina Butler, 1872
- Eretris Thieme, 1905
- Eteona Doubleday, 1848
- Foetterleia Viloria, 2004
- Junea Hemming, 1964
- Lasiophila C. & R.Felder, 1859
- Lymanopoda Westwood, 1851
- Mygona Thieme, 1907
- Neopedaliodes Viloria, Miller & Miller, 2004
- Oxeoschistus Butler, 1867
- Panyapedaliodes Forster, 1964
- Paramo Adams & Bernard, 1977
- Parapedaliodes Forster, 1964
- Pedaliodes Butler, 1867
- Pherepedaliodes Forster, 1964
- Physcopedaliodes Forster, 1964
- Praepedaliodes Forster, 1964
- Praepronophila Forster, 1964
- Pronophila Doubleday, [1849]
- Protopedaliodes Viloria & Pyrcz, 1994
- Pseudomaniola Röber, 1889
- Punapedaliodes Forster, 1964
- Redonda Adams & Bernard, 1981
- Sierrasteroma Adams & Bernard, 1977
- Steremnia Thieme, 1905
- Steroma Westwood, [1850]
- Steromapedaliodes Forster, 1964
- Thiemeia Weymer, 1912

### Aún no resuelto, Pronophilina o Hypocystina(=Coenonymphina)[5]
- Argyrophorus Blanchard, 1852
- Auca Hayward, 1953
- Chillanella Herrera, 1966
- Cosmosatyrus C. & R.Felder, 1867
- Elina Blanchard, 1852
- Etcheverrius Herrera, 1965
- Faunula C. & R.Felder, 1867
- Haywardella Herrera, 1966
- Homoeonympha C. & R.Felder, 1867 (including Erebina and Stygnolepis)
- Nelia Hayward, 1953
- Neomaenas Wallengren, 1858 (sometimes including Spinantenna)
- Neosatyrus Wallengren, 1858
- Palmaris Herrera, 1965
- Pampasatyrus Hayward, 1953 (including Pseudocercyonis)
- Pamperis Heimlich, 1959
- Punargentus Heimlich, 1963
- Quilaphoetosus Herrera, 1966
- Spinantenna Hayward, 1953 (sometimes included in NeoMaenas)
- Tetraphlebia C. & R.Felder, 1867

### Aún no resuelto, Pronophilina or Erebiina[5]
- Diaphanos Adams & Bernard, 1981
- Ianussiusa Pyrcz & Viloria, 2004
- Idioneurula Strand, 1932 (incluye Tamania Pyrcz, 1995)
- Manerebia Staudinger, 1897
- Neomaniola Hayward, 1949
- Sabatoga Staudinger, 1897
- Stuardosatyrus Herrera & Etcheverry, 1965

### Previamente en Pronophilina, pero de posición incierta
- Amphidecta Butler, 1867
- Gyrocheilus Butler, 1867
- Catargynnis Röber, 1892
- Druphila Pyrcz, 2004
- Proboscis Thieme, 1907